# Пчолка (Бакчарський район)
Пчо́лка (рос. Пчёлка) — присілок у складі Бакчарського району Томської області, Росія. Входить до складу Високоярського сільського поселення.

## Населення
Населення — 123 особи (2010; 148 у 2002).
Національний склад (станом на 2002 рік):
- росіяни — 73 %